# University of Idaho

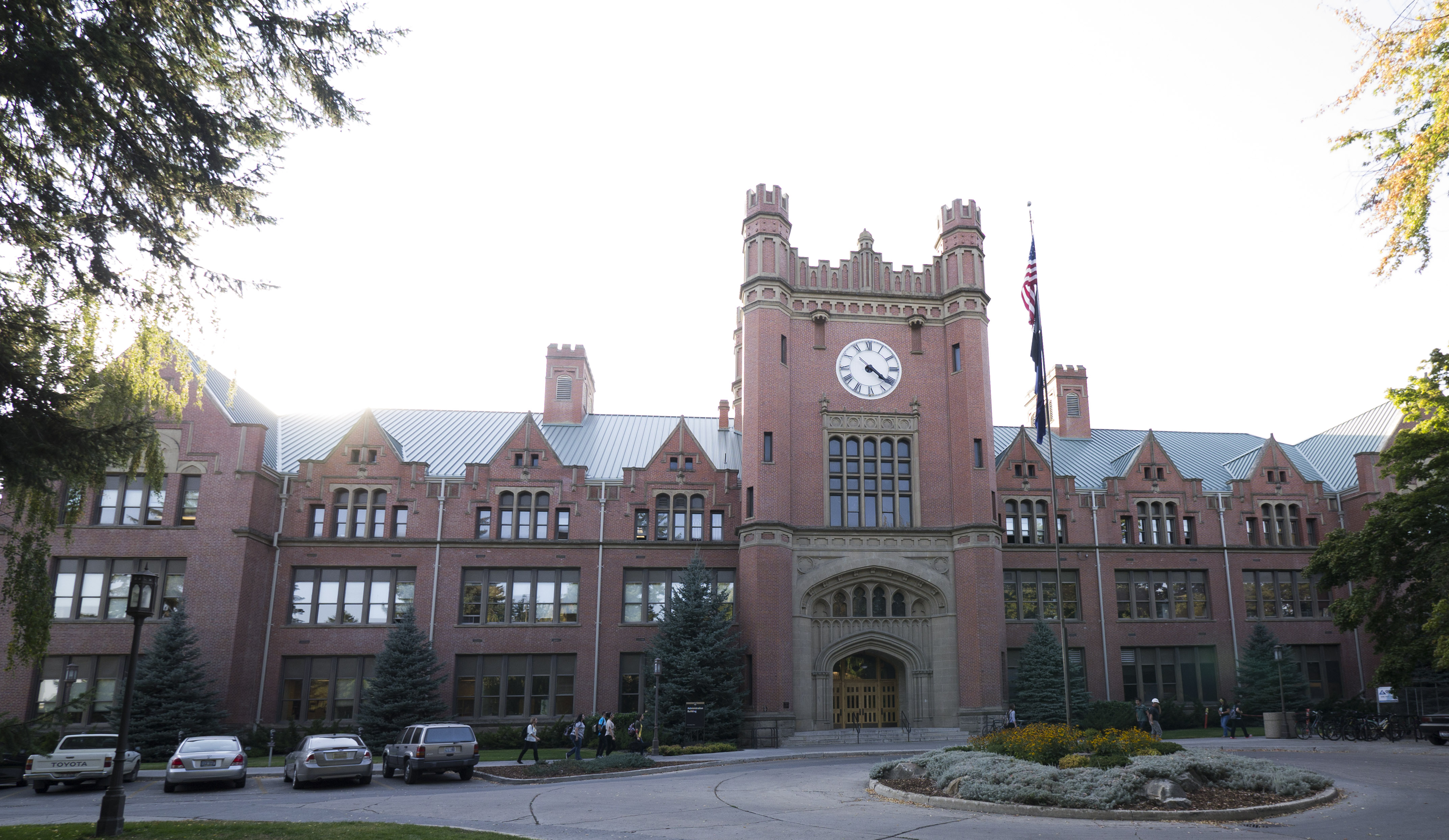
Verwaltungsgebäude der Universität (2012)

Die University of Idaho (offizielle Abkürzung UI, gebräuchlicher Spitzname U of I) ist die älteste staatliche Universität des US-Bundesstaates Idaho. Sie liegt im Norden des Bundesstaates in der Stadt Moscow. Ihre mehr als 11.000 Studenten machen fast die Hälfte der Einwohner von Moscow aus.
Der Campus der Universität, mit einer Fläche von 6,4 km² der größte in Idaho, gilt als einer der schönsten im Westen der Vereinigten Staaten. Er liegt in den sanften Hügeln der Palouse-Region und wurde von den Olmstead-Brüdern gestaltet, den Söhnen des Landschaftsarchitekten Frederick Law Olmsted (u. a. Gestalter des New Yorker Central Park und der Umgebung des United States Capitol).
Die Universität ist Träger des Juneau Icefield Research Programme, das seit 1947 die Gletscher des südlichen Alaska erforscht.

## Geschichte
Offiziell gegründet wurde die Universität am 30. Januar 1889 mittels Unterzeichnung eines entsprechenden Gesetzes durch Edward A. Stevenson, den Gouverneur des Idaho-Territoriums. Fast vier Jahre später, am 3. Oktober 1892, eröffnete die Hochschule.

## Organisationale Gliederung
An der Universität gibt es zehn organisationale Einheiten:
- Geistes- und Sozialwissenschaften
- Ingenieurwissenschaften
- Künste und Architektur
- Landwirtschaft und Biowissenschaften
- Naturressourcen
- Naturwissenschaften
- Pädagogik
- Rechtswissenschaften
- Wirtschaftswissenschaften
- Graduiertenstudien

## Sport

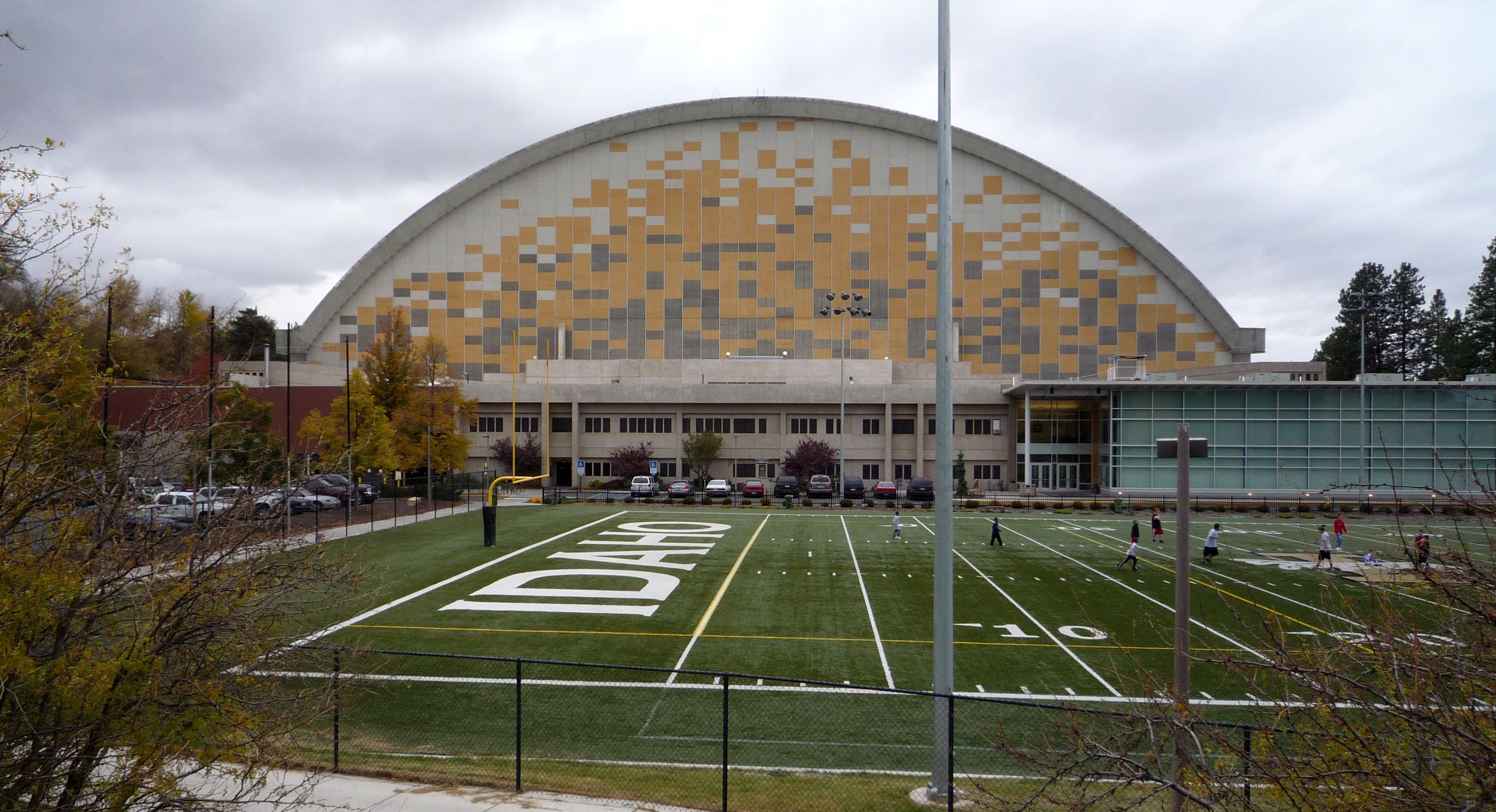
1971 gebautes Stadion Kibbie Dome

Die University of Idaho gehört zur Big Sky Conference. Die Sportmannschaften der Universität heißen Idaho Vandals.

## Sonstiges
An vier Tagen im Februar findet seit 1967 das Lionel Hampton Jazz Festival statt mit Beteiligung vieler Studenten- und Schüler-Bands.

## Bekannte Absolventen
- Jeffrey Shears Ashby – Astronaut
- Bill Fagerbakke – Schauspieler und Synchronsprecher
- Mark Felt – ehemaliger US-Agent
- Jerry Kramer – American-Football-Spieler
- Dan O’Brien – Leichtathlet (Zehnkampf)
- Joachim Olsen – Leichtathlet (Kugelstoßen)
- Sarah Palin – Politikerin, Gouverneurin von Alaska
- Edward Elmer Smith – Autor
- Patrick Venzke – deutscher American-Football-Spieler